# Festival RTP da Canção 2018
O Festival da Canção 2018 foi a 51.ª edição do Festival RTP da Canção. As semifinais tiveram lugar nos dias 18 e 25 de fevereiro de 2018 no Estúdio 1 da RTP, em Lisboa, e a final no dia 4 de março, pela primeira vez no Pavilhão Multiusos de Guimarães, em Guimarães.
A vencedora foi Cláudia Pascoal, com a música "O Jardim", composta por Isaura.

## Festival
Depois da vitória de Salvador Sobral no Festival Eurovisão da Canção 2017 a 13 de maio de 2017, foi automaticamente confirmada a participação de Portugal na edição de 2018. Esta foi a 50.ª participação portuguesa nesse concurso, tendo, como tantas outras vezes, a canção vencedora do Festival da Canção sido a representante do país.
A 25 de julho de 2017, foram reveladas as datas das semifinais para 18 e 25 de fevereiro de 2018 nos estúdios da RTP em Lisboa e a final para 4 de março de 2018 no Multiusos de Guimarães.

### Locais
| Guimarães Lisboa | Lisboa                          |
| Guimarães Lisboa | Estúdio 1 da RTP                |
| Guimarães Lisboa | Capacidade: 500                 |
| Guimarães Lisboa | Estúdio 1 da RTP                |
| Guimarães Lisboa | Guimarães                       |
| Guimarães Lisboa | Pavilhão Multiusos de Guimarães |
| Guimarães Lisboa | Capacidade: 3.000               |
| Guimarães Lisboa | Pavilhão Multiusos de Guimarães |

## Apresentadores
Nesta edição do Festival da Canção, cada etapa foi apresentada por uma dupla de apresentadores, ao qual se juntou um repórter na green room. Jorge Gabriel e José Carlos Malato foram os apresentadores da 1.ª Semifinal, Sónia Araújo e Tânia Ribas de Oliveira a dupla da 2.ª semifinal e Filomena Cautela e Pedro Fernandes apresentaram a Final do Festival da Canção 2018. Inês Lopes Gonçalves foi a repórter da green room ao longo de toda a edição. Jorge Gabriel e Sónia Araújo foram os repórteres da passadeira vermelha na final.

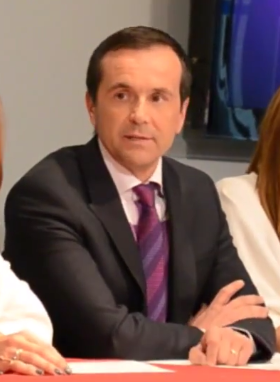
Jorge Gabriel
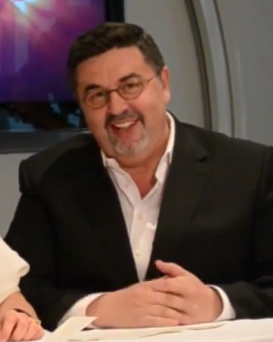
José Carlos Malato
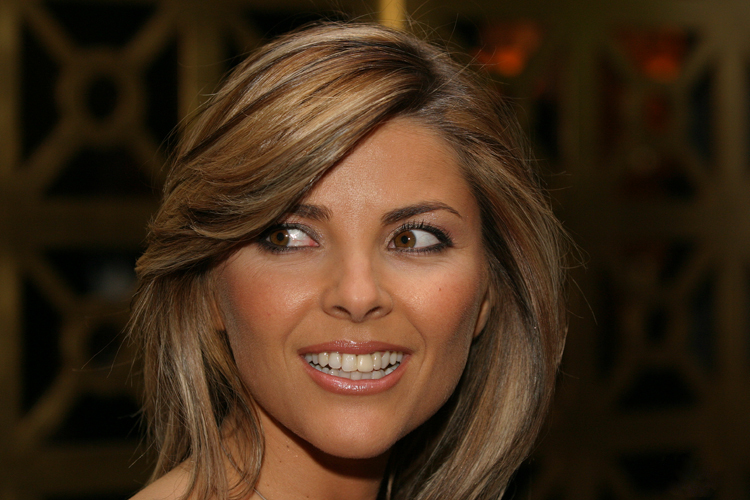
Sónia Araújo
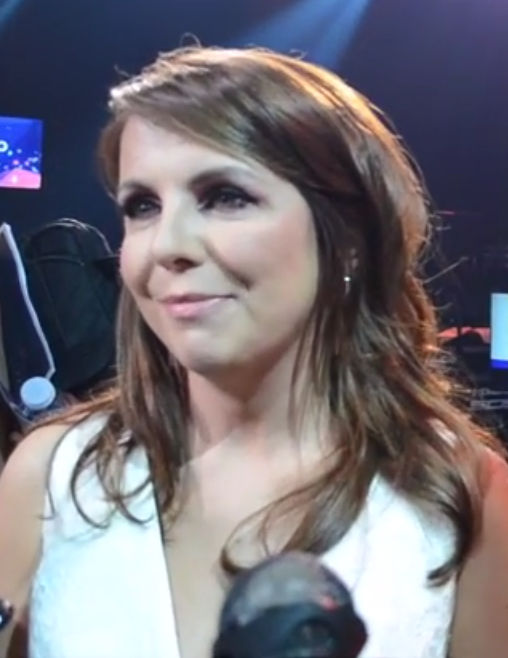
Tânia Ribas de Oliveira
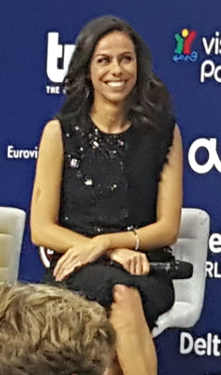
Filomena Cautela
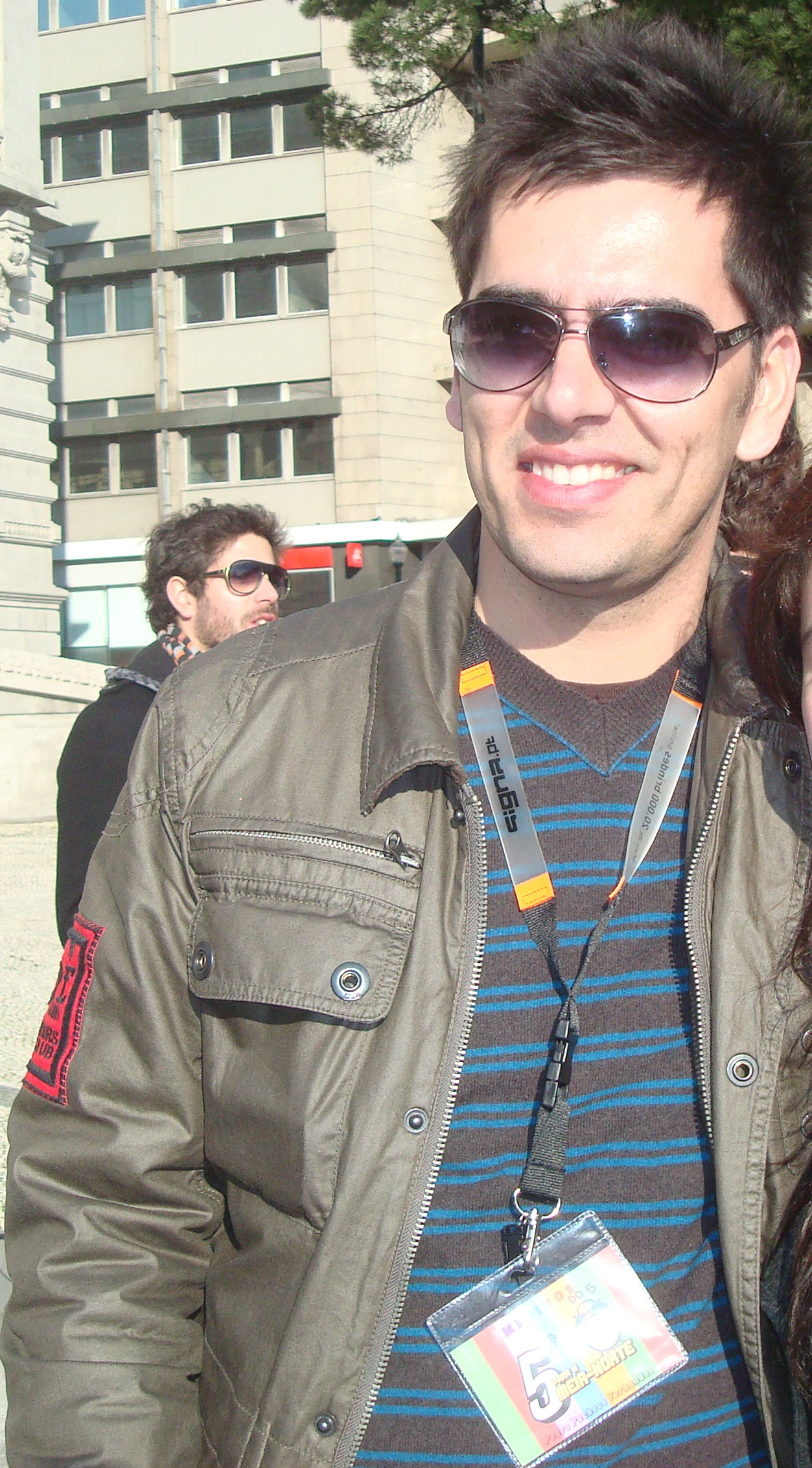
Pedro Fernandes

## Jurados
Um grupo de 9 jurados convidados pela RTP compõe o júri desta edição. Este júri foi responsável por 50% da votação nas duas semifinais do Festival da Canção 2018 e foi constituído por Júlio Isidro (presidente do júri), Ana Bacalhau, Ana Markl, António Avelar de Pinho, Carlão, Luísa Sobral, Mário Lopes, Sara Tavares e Tozé Brito.

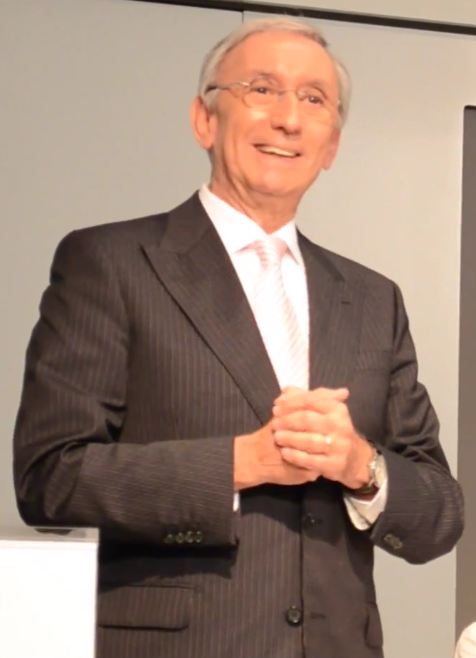
Júlio Isidro
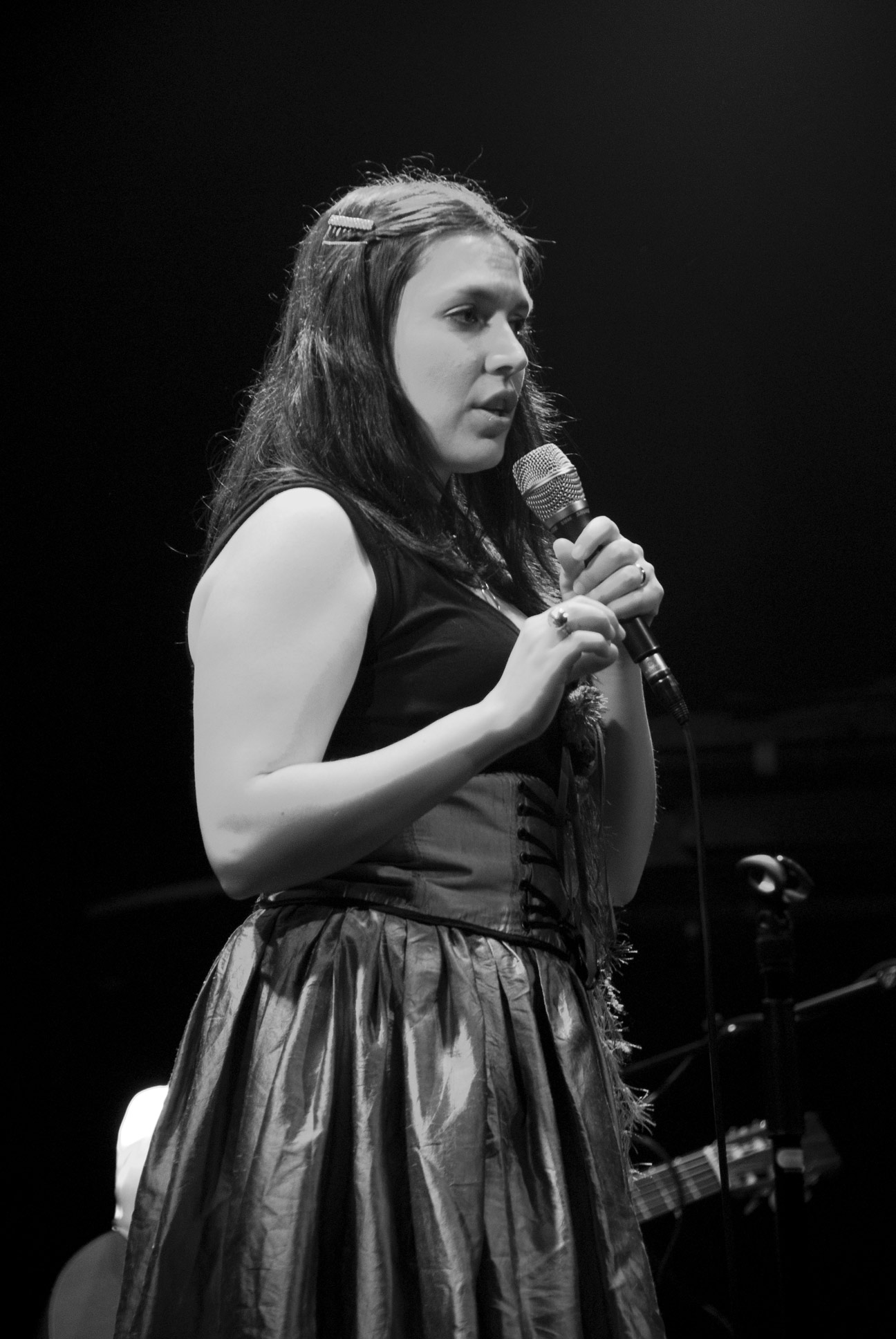
Ana Bacalhau
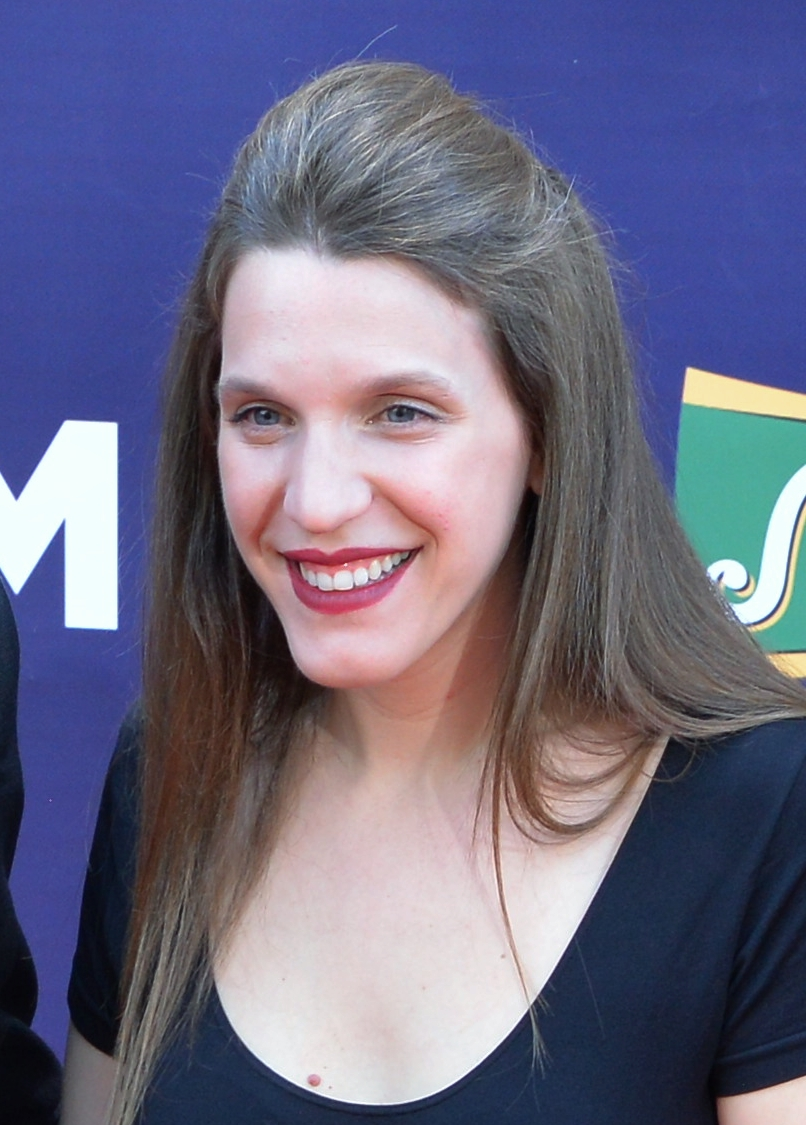
Luísa Sobral
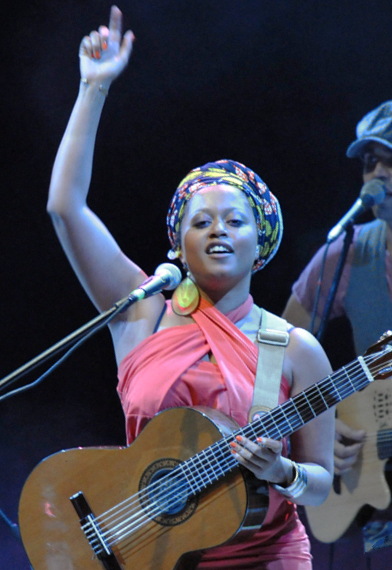
Sara Tavares

## Compositores
Foram eleitos ou convidados 26 compositores para participarem nesta edição do Festival da canção. Cada um compôs uma canção original e inédita com uma duração máxima de 3 minutos, sem obrigatoriedade da letra em português, devendo depois escolher alguém para a interpretar ou fazê-lo pessoalmente.

### Método de escolha
Os 26 compositores foram escolhidos pelos seguintes meios:
- 22 compositores foram convidados pela RTP a compor uma música para apresentar no festival;
- 1 compositor foi convidado por Salvador Sobral, que também poderia escolher ser ele próprio a interpretar a canção;
- 1 compositor foi escolhido através do programa de rádio "Master Class", da Antena 1, dirigido a compositores e autores sem trabalhos publicados até ao dia 15 de setembro. O júri foi aqui constituído por Tozé Brito (presidente), Noémia Gonçalves, António Macedo, Ricardo Soares e Rui Pêgo;
- 2 compositores foram escolhidos através da submissão de canções originais e inéditas, num concurso aberto a todos os cidadãos de nacionalidade portuguesa ou residentes em Portugal, o que inclui os portugueses que vivam fora do país, assim como os cidadãos dos PALOP ou de outras nacionalidades que tenham residência em Portugal. O júri composto por António Macedo (presidente), Iolanda Ferreira, João Gobern, Marisa Liz e Miguel Guedes escolheu os compositores que participariam no Festival da Canção de entre as 346 submissões recebidas.

### Canções em Competição
A tabela seguinte apresenta as 26 canções originais que participaram nesta edição do festival da canção, juntamente com os intérpretes, autores da letra e compositores.
| #            | Canção (tradução para português)        | Intérprete        | Autor da Letra                   | Compositor                                          | Método de Seleção                   |
| 1ª semifinal | 1ª semifinal                            | 1ª semifinal      | 1ª semifinal                     | 1ª semifinal                                        | 1ª semifinal                        |
| ------------ | --------------------------------------- | ----------------- | -------------------------------- | --------------------------------------------------- | ----------------------------------- |
| 1            | "Austrália"                             | Bruno Vasconcelos | Samuel Úria                      | Nuno Rafael                                         | Convidado pela RTP                  |
| 2            | "Sem medo"                              | Rui David         | Jorge Palma                      | Jorge Palma                                         | Convidado pela RTP                  |
| 3            | "Eu te amo"                             | Beatriz Pessoa    | Mallu Magalhães                  | Mallu Magalhães                                     | Convidada pela RTP                  |
| 4            | "Para te dar abrigo"                    | Anabela           | Tiago Torres da Silva            | Fernando Tordo                                      | Convidado pela RTP                  |
| 5            | "Para sorrir eu não preciso de nada"    | Catarina Miranda  | Camila Ferraro                   | Júlio Resende                                       | Convidado pela RTP                  |
| 6            | "Zero a zero"                           | Joana Espadinha   | Benjamim                         | Benjamim                                            | Convidado pela RTP                  |
| 7            | "(sem título)"                          | Janeiro           | Janeiro                          | Janeiro                                             | Convidado por Salvador Sobral       |
| 8            | "O som da guitarra é a alma de um povo" | José Cid          | José Cid                         | José Cid                                            | Convidado pela RTP                  |
| 9            | "Anda estragar-me os planos"            | Joana Barra Vaz   | Francisca Cortesão Afonso Cabral | Francisca Cortesão Afonso Cabral                    | Convidada pela RTP                  |
| 10           | "Só por ela"                            | Peu Madureira     | Diogo Clemente                   | Diogo Clemente                                      | Convidado pela RTP                  |
| 11           | "Com gosto amigo"                       | Rita Dias         | Rita Dias Filipe Almeida         | Rita Dias Filipe Almeida                            | Canditatura pública da Antena 1     |
| 12           | "Alvoroço"                              | JP Simões         | JP Simões                        | JP Simões                                           | Convidado pela RTP                  |
| 13           | "A mesma canção"                        | Maria Amaral      | Nuno Miguel Guedes               | Paulo Praça                                         | Convidado pela RTP                  |
| 2ª semifinal |                                         |                   |                                  |                                                     |                                     |
| 1            | "Bandeira Azul"                         | Maria Inês Paris  | Pierre Aderne                    | Tito Paris                                          | Convidado pela RTP                  |
| 2            | "Arco-íris (assim cantou Zaratustra)"   | Dora Fidalgo      | Miguel Ângelo                    | Miguel Ângelo                                       | Convidado pela RTP                  |
| 3            | "All over again" (Tudo outra vez)       | Sequin            | Bruno Cardoso                    | Bruno Cardoso                                       | Convidado pela RTP                  |
| 4            | "Canção do fim"                         | Diogo Piçarra     | Diogo Piçarra                    | Diogo Piçarra                                       | Convidado pela RTP                  |
| 5            | "Amor veloz"                            | David Pessoa      | Márcio Silva                     | Francisco Rebelo                                    | Convidado pela RTP                  |
| 6            | "Sobre nós"                             | Tamin             | Capicua                          | Capicua Luís Montenegro João Rodrigues Sérgio Alves | Convidada pela RTP                  |
| 7            | "O jardim"                              | Cláudia Pascoal   | Isaura                           | Isaura                                              | Convidada pela RTP                  |
| 8            | "Patati patata"                         | Minnie e Rhayra   | Paulo Flores                     | Paulo Flores                                        | Convidado pela RTP                  |
| 9            | "Anda daí"                              | Rita Ruivo        | José Moz Carrapa                 | João Afonso                                         | Convidado pela RTP                  |
| 10           | "Mensageira"                            | Susana Travassos  | Aline Frazão                     | Aline Frazão                                        | Convidada pela RTP                  |
| 11           | "O voo das cegonhas"                    | Lili              | Lili                             | Armando Teixeira                                    | Convidado pela RTP                  |
| 12           | "P'ra lá do rio"                        | Daniela Onís      | Daniela Onís                     | Daniela Onís                                        | Programa "Master Class" da Antena 1 |
| 13           | "Sunset" (Pôr do Sol)                   | Peter Serrado     | Peter Serrado                    | Peter Serrado                                       | Canditatura pública da Antena 1     |

## Semifinais
O 52.º Festival da Canção foi composto por 2 semifinais, com 13 canções em competição em cada uma, num total de 26 canções, das quais apenas 7 avançaram para a Grande Final. Em cada semifinal, o júri escolheu as suas 10 canções preferidas, atribuindo, por ordem de preferência, 12, 10, 8, 7, 6, 5, 4, 3, 2 e 1 pontos a cada uma. Por sua vez, em cada semifinal, foram também atribuídos pontos às 10 canções mais votadas através do televoto, cujas linhas só foram abertas após a última atuação, por ordem decrescente de chamadas serão atribuídos 12, 10, 8, 7, 6, 5, 4, 3, 2 e 1 pontos a cada uma. A pontuação final de cada canção foi dada pela soma da pontuação atribuída pelo júri com a pontuação atribuída pelo televoto. Em caso de empate, a pontuação atribuída pelo júri era o critério de desempate. Um excerto de 45 segundos de cada canção foi partilhado pela RTP cinco dias antes da semifinal em que cada canção participa, onde as canções completas foram reveladas.

### Sorteio
As 26 canções foram divididas pelas duas semifinais através de um sorteio efetuado a 25 de outubro de 2017, por Gonçalo Madaíl (direção de programas da RTP) e Júlio Isidro (presidente do júri). A ordem pela qual as canções atuaram foi decidida posteriormente pela RTP.

### 1ª semifinal
A primeira semifinal, realizada a 18 de fevereiro no Estúdio 1 da RTP, em Lisboa, foi apresentada por Jorge Gabriel e José Carlos Malato e contou com a atuação das 13 primeiras canções, das quais 7 avançaram para a final. Devido a uma incorreção na transcrição dos pontos do televoto que atribuía os 7 pontos do televoto à canção número 3, "Eu te amo", quando deveria ser à canção número 13, "A mesma canção", a canção número 3 foi inicialmente dada como finalista, mas a RTP emitiu no dia seguinte um comunicado a explicar o sucedido e a retirar o lugar na final à canção número 3, para o atribuír à canção número 2, "Sem medo".
| #  | Intérprete        | Canção                                  | Pontuação | Pontuação | Pontuação | Posição | Resultado |
| #  | Intérprete        | Canção                                  | Júri      | Televoto  | Total     | Posição | Resultado |
| -- | ----------------- | --------------------------------------- | --------- | --------- | --------- | ------- | --------- |
| 1  | Bruno Vasconcelos | "Austrália"                             | 0         | 0         | 0         | 13º     | Eliminado |
| 2  | Rui David         | "Sem medo"                              | 2         | 5         | 7         | 7º      | Finalista |
| 3  | Beatriz Pessoa    | "Eu te amo"                             | 4         | 0         | 4         | 11º     | Eliminado |
| 4  | Anabela           | "Para te dar abrigo"                    | 3         | 10        | 13        | 4º      | Finalista |
| 5  | Catarina Miranda  | "Para sorrir eu não preciso de nada"    | 8         | 8         | 16        | 3º      | Finalista |
| 6  | Joana Espadinha   | "Zero a zero"                           | 5         | 2         | 7         | 6º      | Finalista |
| 7  | Janeiro           | "(sem título)"                          | 12        | 4         | 16        | 2º      | Finalista |
| 8  | José Cid          | "O som da guitarra é a alma de um povo" | 1         | 6         | 7         | 8º      | Eliminado |
| 9  | Joana Barra Vaz   | "Anda estragar-me os planos"            | 7         | 1         | 8         | 5º      | Finalista |
| 10 | Peu Madureira     | "Só por ela"                            | 10        | 12        | 22        | 1º      | Finalista |
| 11 | Rita Dias         | "Com gosto amigo"                       | 0         | 3         | 3         | 12º     | Eliminado |
| 12 | JP Simões         | "Alvoroço"                              | 6         | 0         | 6         | 10º     | Eliminado |
| 13 | Maria Amaral      | "A mesma canção"                        | 0         | 7         | 7         | 9º      | Eliminado |

Legenda :
- Qualificado para a Final

### 2ª semifinal
A segunda semifinal, realizada a 25 de fevereiro no Estúdio 1 da RTP, em Lisboa, foi apresentada por Sónia Araújo e Tânia Ribas de Oliveira e contou com a atuação das restantes 13 canções, das quais 7 avançaram para a final. Devido a problemas técnicos, a canção número 1, "Bandeira Azul", voltou a subir ao palco no final do desfile. Diogo Piçarra, compositor e intérprete da canção número 4, conquistou o primeiro lugar da sua semifinal com pontuação máxima tanto do júri como do televoto, mas anunciou dois dias depois que se iria retirar do festival, devido a diversas acusações de plágio. Deste modo, a canção número 8, "Mensageira", que tinha terminado na 8ª posição, tomou o lugar da canção número 4 na final.
| #  | Intérprete       | Canção (tradução para português)      | Pontuação | Pontuação | Pontuação | Posição | Resultado |
| #  | Intérprete       | Canção (tradução para português)      | Júri      | Televoto  | Total     | Posição | Resultado |
| -- | ---------------- | ------------------------------------- | --------- | --------- | --------- | ------- | --------- |
| 1  | Maria Inês Paris | "Bandeira Azul"                       | 7         | 5         | 12        | 3º      | Finalista |
| 2  | Dora Fidalgo     | "Arco-íris (assim cantou Zaratustra)" | 0         | 0         | 0         | 12º     | Eliminada |
| 3  | Sequin           | "All over again" (Tudo outra vez)     | 0         | 0         | 0         | 12º     | Eliminada |
| 4  | Diogo Piçarra    | "Canção do fim"                       | 12        | 12        | 24        | 1º      | Desistiu  |
| 5  | David Pessoa     | "Amor veloz"                          | 5         | 4         | 9         | 6º      | Finalista |
| 6  | Tamin            | "Sobre nós"                           | 6         | 2         | 8         | 9º      | Eliminada |
| 7  | Cláudia Pascoal  | "O jardim"                            | 10        | 10        | 20        | 2º      | Finalista |
| 8  | Minnie e Rhayra  | "Patati patata"                       | 4         | 6         | 10        | 4º      | Finalista |
| 9  | Rita Ruivo       | "Anda daí"                            | 0         | 1         | 1         | 11º     | Eliminada |
| 10 | Susana Travassos | "Mensageira"                          | 8         | 0         | 8         | 8º      | Finalista |
| 11 | Lili             | "O voo das cegonhas"                  | 3         | 7         | 10        | 5º      | Finalista |
| 12 | Daniela Onís     | "P'ra lá do rio"                      | 2         | 3         | 5         | 10º     | Eliminada |
| 13 | Peter Serrado    | "Sunset" (Pôr do Sol)                 | 1         | 8         | 9         | 7º      | Finalista |

Legenda :
- Qualificado para a Final
- Desistiu

## Final
A Final do Festival da Canção 2018, realizada a 4 de março, no Pavilhão Multiusos de Guimarães, em Guimarães, foi apresentada por Filomena Cautela e Pedro Fernandes e contou com a atuação de 14 canções, o maior número de canções até à data a participar numa final. Na final, a votação foi feita por um júri regional representante das 7 regiões administrativas (Norte, Centro, Lisboa e Vale do Tejo, Alentejo, Algarve, Açores, Madeira). Cada júri regional foi composto por 3 elementos oriundos dessa região convidados pela RTP, dos quais um foi o porta-voz. Cada júri regional atribuiu às suas 10 canções preferidas, por ordem de preferência, 12, 10, 8, 7, 6, 5, 4, 3, 2 e 1 pontos. As 10 canções com mais pontos dos júris receberam, numa nova contagem, desde as mais votadas às menos, 12, 10, 8, 7, 6, 5, 4, 3, 2 e 1 pontos aos quais foram depois somados os pontos do televoto, no mesmo formato das semifinais (foram atribuídos, por ordem decrescente de chamadas, 12, 10, 8, 7, 6, 5, 4, 3, 2 e 1 pontos). A pontuação final de cada canção foi dada pela soma da pontuação atribuída pelo júri com a pontuação atribuída pelo televoto. Ao contrário das semifinais, em caso de empate a pontuação atribuída pelo televoto é o critério de desempate, como foi o caso. "O Jardim", interpretado por Cláudia Pascoal e composto por Isaura sagrou-se vencedora, após ter ficado em 2º lugar no júri e ter sido a favorita do público.

### Sorteio
O sorteio da ordem de atuação das canções foi realizado por Gonçalo Mandail após a segunda semifinal e transmitido em direto pela Antena 1 e através das redes sociais do Festival da Canção. O sorteio foi realizando antes da desistência de Diogo Piçarra, pelo que a sua atuação foi depois substituída pela de Susana Travassos.

### Pontuações
| #  | Intérprete       | Canção (tradução para português)     | Pontuação | Pontuação | Pontuação | Posição |
| #  | Intérprete       | Canção (tradução para português)     | Júri      | Televoto  | Total     | Posição |
| -- | ---------------- | ------------------------------------ | --------- | --------- | --------- | ------- |
| 1  | Rui David        | "Sem medo"                           | 4         | 4         | 8         | 5º      |
| 2  | Susana Travassos | "Mensageira"                         | 4         | 0         | 4         | 10º     |
| 3  | Peter Serrado    | "Sunset" (Pôr do Sol)                | 0         | 3         | 3         | 11º     |
| 4  | Joana Espadinha  | "Zero a zero"                        | 5         | 0         | 5         | 9º      |
| 5  | Lili             | "O voo das cegonhas"                 | 1         | 5         | 6         | 8º      |
| 6  | Catarina Miranda | "Para sorrir eu não preciso de nada" | 12        | 10        | 22        | 2º      |
| 7  | Joana Barra Vaz  | "Anda estragar-me os planos"         | 7         | 0         | 7         | 7º      |
| 8  | David Pessoa     | "Amor veloz"                         | 0         | 0         | 0         | 14º     |
| 9  | Minnie e Rhayra  | "Patati patata"                      | 0         | 2         | 2         | 13º     |
| 10 | Janeiro          | "(sem título)"                       | 6         | 6         | 12        | 4º      |
| 11 | Maria Inês Paris | "Bandeira Azul"                      | 2         | 1         | 3         | 12º     |
| 12 | Anabela          | "Para te dar abrigo"                 | 0         | 7         | 7         | 6º      |
| 13 | Cláudia Pascoal  | "O jardim"                           | 10        | 12        | 22        | 1º      |
| 14 | Peu Madureira    | "Só por ela"                         | 8         | 8         | 16        | 3º      |

Legenda :
- Vencedor
- 2° lugar
- 3º lugar

### Júri regional
Nesta edição, o júri regional foi divido em 7 regiões: Norte, Centro, Lisboa e Vale do Tejo, Alentejo, Algarve, Açores e Madeira.
| Região                | Jurado 1 (Porta-voz) | Jurado 2            | Jurado 3               |
| --------------------- | -------------------- | ------------------- | ---------------------- |
| Norte                 | Valter Hugo Mãe      | Pedro Gonçalves     | Tiago Novo             |
| Centro                | David Fonseca        | André Sardet        | Adelaide Ferreira      |
| Lisboa e Vale do Tejo | Marta Hugon          | João Carlos Calixto | António Manuel Ribeiro |
| Alentejo              | João Adelino Faria   | Cristina Branco     | Jorge Benvinda         |
| Algarve               | Viviane Parra        | Gil Silva           | Nuno Guerreiro         |
| Açores                | Tiago Ribeiro        | Herberto Quaresma   | Pedro Lucas            |
| Madeira               | Joana Machado        | Vânia Fernandes     | Pedro Azevedo          |

#### Tabela de Votações
Para ver os nomes dos artistas e das respectivas canções deverá colocar o cursor sobre as imagens numeradas de 1 a 14, que correspondem à ordem da actuação de cada canção na final do concurso.
| Ordem de Votação             | Distritos Votantes (Júris)      | Canções Pontuadas                       | Canções Pontuadas                                | Canções Pontuadas                         | Canções Pontuadas                                | Canções Pontuadas                            | Canções Pontuadas                                                        | Canções Pontuadas                                               | Canções Pontuadas                            | Canções Pontuadas                                  | Canções Pontuadas                         | Canções Pontuadas                                   | Canções Pontuadas                               | Canções Pontuadas                             | Canções Pontuadas                             |
| Ordem de Votação             | Distritos Votantes (Júris)      | Artista: Rui David / Canção: "Sem medo" | Artista: Susana Travassos / Canção: "Mensageira" | Artista: Peter Serrado / Canção: "Sunset" | Artista: Joana Espadinha / Canção: "Zero a zero" | Artista: Lili / Canção: "O voo das cegonhas" | Artista: Catarina Miranda / Canção: "Para sorrir eu não preciso de nada" | Artista: Joana Barra Vaz / Canção: "Anda estragar-me os planos" | Artista: David Pessoa / Canção: "Amor veloz" | Artista: Minnie e Rhayra / Canção: "Patati patata" | Artista: Janeiro / Canção: "(sem título)" | Artista: Maria Inês Paris / Canção: ""Bandeira Azul | Artista: Anabela / Canção: "Para te dar abrigo" | Artista: Cláudia Pascoal / Canção: "O jardim" | Artista: Peu Madureira / Canção: "Só por ela" |
| ---------------------------- | ------------------------------- | --------------------------------------- | ------------------------------------------------ | ----------------------------------------- | ------------------------------------------------ | -------------------------------------------- | ------------------------------------------------------------------------ | --------------------------------------------------------------- | -------------------------------------------- | -------------------------------------------------- | ----------------------------------------- | --------------------------------------------------- | ----------------------------------------------- | --------------------------------------------- | --------------------------------------------- |
| 1                            | Norte                           | 3                                       | 5                                                | 1                                         | 2                                                |                                              | 8                                                                        | 6                                                               |                                              |                                                    | 7                                         | 4                                                   |                                                 | 10                                            | 12                                            |
| 2                            | Centro                          | 5                                       |                                                  | 6                                         | 1                                                | 2                                            | 12                                                                       | 4                                                               |                                              |                                                    | 8                                         |                                                     | 3                                               | 10                                            | 7                                             |
| 3                            | Lisboa e Vale do Tejo           | 5                                       | 2                                                |                                           | 4                                                | 7                                            | 12                                                                       | 8                                                               | 1                                            |                                                    |                                           |                                                     | 3                                               | 10                                            | 6                                             |
| 4                            | Alentejo                        | 2                                       | 1                                                |                                           |                                                  | 4                                            | 12                                                                       | 7                                                               |                                              |                                                    | 6                                         | 5                                                   | 3                                               | 10                                            | 8                                             |
| 5                            | Algarve                         |                                         | 3                                                |                                           |                                                  |                                              | 8                                                                        | 6                                                               | 5                                            | 2                                                  | 7                                         | 4                                                   | 1                                               | 12                                            | 10                                            |
| 6                            | Açores                          | 3                                       | 4                                                |                                           | 8                                                | 2                                            | 7                                                                        | 10                                                              |                                              |                                                    | 12                                        | 1                                                   |                                                 | 6                                             | 5                                             |
| 7                            | Madeira                         | 1                                       | 4                                                |                                           | 7                                                |                                              | 12                                                                       | 10                                                              |                                              |                                                    | 8                                         | 2                                                   | 3                                               | 5                                             | 6                                             |
| Resultados Parciais Júri     | Pontuação: votos                | 19                                      | 19                                               | 7                                         | 22                                               | 15                                           | 71                                                                       | 51                                                              | 6                                            | 2                                                  | 48                                        | 16                                                  | 13                                              | 63                                            | 54                                            |
| Resultados Parciais Júri     | Pontuação: 50% Júri             | 4                                       | 4                                                | 0                                         | 5                                                | 1                                            | 12                                                                       | 7                                                               | 0                                            | 0                                                  | 6                                         | 2                                                   | 0                                               | 10                                            | 8                                             |
| Resultados Parciais Júri     | Lugar só com votação do Júri    | 7º                                      | 7º                                               | 12º                                       | 6º                                               | 10º                                          | 1º                                                                       | 4º                                                              | 13º                                          | 14º                                                | 5º                                        | 9º                                                  | 11º                                             | 2º                                            | 3º                                            |
| Resultados Parciais Televoto | Pontuação: votos                | 4                                       | 0                                                | 3                                         | 0                                                | 5                                            | 10                                                                       | 0                                                               | 0                                            | 2                                                  | 6                                         | 1                                                   | 7                                               | 12                                            | 8                                             |
| Resultados Parciais Televoto | Lugar só com Televoto           | 7º                                      | 11º                                              | 8º                                        | 11º                                              | 6º                                           | 2º                                                                       | 11º                                                             | 11º                                          | 9º                                                 | 5º                                        | 10º                                                 | 4º                                              | 1º                                            | 3º                                            |
| Desfecho                     | Pontos Totais (Júri + Televoto) | 8                                       | 4                                                | 3                                         | 5                                                | 6                                            | 22                                                                       | 7                                                               | 0                                            | 2                                                  | 12                                        | 2                                                   | 7                                               | 22                                            | 16                                            |
| Desfecho                     | Lugar                           | 5º                                      | 10º                                              | 11º                                       | 9º                                               | 8º                                           | 2º                                                                       | 7º                                                              | 14º                                          | 13º                                                | 4º                                        | 12º                                                 | 6º                                              | 1º                                            | 3º                                            |
|                              |                                 | Artista: Rui David / Canção: "Sem medo" | Artista: Susana Travassos / Canção: "Mensageira" | Artista: Peter Serrado / Canção: "Sunset" | Artista: Joana Espadinha / Canção: "Zero a zero" | Artista: Lili / Canção: "O voo das cegonhas" | Artista: Catarina Miranda / Canção: "Para sorrir eu não preciso de nada" | Artista: Joana Barra Vaz / Canção: "Anda estragar-me os planos" | Artista: David Pessoa / Canção: "Amor veloz" | Artista: Minnie e Rhayra / Canção: "Patati patata" | Artista: Janeiro / Canção: "(sem título)" | Artista: Maria Inês Paris / Canção: ""Bandeira Azul | Artista: Anabela / Canção: "Para te dar abrigo" | Artista: Cláudia Pascoal / Canção: "O jardim" | Artista: Peu Madureira / Canção: "Só por ela" |
| Canções Pontuadas            |                                 |                                         |                                                  |                                           |                                                  |                                              |                                                                          |                                                                 |                                              |                                                    |                                           |                                                     |                                                 |                                               |                                               |

Legenda :
- Vencedor
- 2.° lugar
- Último lugar
- Pontuação nula ("Null Points") / Desclassificação

###### Canções que obtiveram 12 pontos na final
Como vem sendo hábito, e por ser a pontuação máxima, os 12 pontos tornaram-se um símbolo do Festival RTP da Canção, por influência do Festival Eurovisão da Canção, sendo a votação que determina o favorito, e que pode virar o resultado a qualquer momento, assim como desempatar canções que estejam empatados. Em baixo, é possível ver uma tabela com o número de 12 pontos que cada canção recebeu, e as respectivas regiões que deram a sua pontuação mais alta a determinada canção.
| # | Canções                              | Regiões                                          |
| - | ------------------------------------ | ------------------------------------------------ |
| 4 | "Para sorrir eu não preciso de nada" | Centro, Lisboa e Vale do Tejo, Alentejo, Madeira |
| 2 | "O jardim"                           | Algarve, Televoto                                |
| 1 | "(sem título)"                       | Açores                                           |
| 1 | "Só por ela"                         | Norte                                            |

## Transmissão
No dia 14 de fevereiro, a RTP anunciou que o certame seria pela primeira vez transmitido em Língua gestual portuguesa através do site da RTP Acessibilidades. A Antena 1, pela primeira vez em vários anos, vai transmitir o certame numa emissão especial do programa MasterClass, a partir das 20 horas, com a apresentação de António Macedo e com comentários de Viriato Teles, Noémia Gonçalves e Joana Dias, Ana Sofia Carvalheda e Ana Fernandes, contando também com a presença de Eduardo Nascimento, Adelaide Ferreira e Carlos Mendes, na 1ª semifinal. Para a segunda semifinal, António Macedo voltou a apresentar, com comentários de Viriato Teles, Noémia Gonçalves e Joana Dias, Ana Sofia Carvalheda e Ana Fernandes, contando também com a presença de Nuno Nazareth Fernandes, Daniela Varela e Samuel. Na final, António Macedo voltou a apresentar, com comentários de Viriato Teles, Noémia Gonçalves e Joana Dias, Ana Sofia Carvalheda e Ana Fernandes, contando também com a presença de Isabel Ventura, Miguel Braga, Sérgio Castro e Tiago Simães.
| Área                      | Canal                  | Comentadores                                                   |
| ------------------------- | ---------------------- | -------------------------------------------------------------- |
| Portugal                  | RTP1                   | Sem comentadores                                               |
| Portugal                  | Antena 1               | António Macedo                                                 |
| Portugal (resto do mundo) | RTP Internacional      | Sem comentadores                                               |
| Portugal (África)         | RTP África             | Sem comentadores                                               |
| Portugal (resto do mundo) | RTP Play               | Joana Martins e Rita Correia                                   |
| Portugal                  | RTP Acessibilidades    | Sofia Figueiredo e Cláudia Dias (em língua gestual portuguesa) |
| Madeira                   | RDP Madeira - Antena 1 | António Macedo                                                 |

## Audiências
| Gala        | Data                    | Audiência   | Audiência | Audiência | Ref.   |
| Gala        | Data                    | Espetadores | Rating    | Share     | Ref.   |
| ----------- | ----------------------- | ----------- | --------- | --------- | ------ |
| Semifinal 1 | 18 de fevereiro de 2018 | 749 800     | 7,7%      | 17,7%     | [ 18 ] |
| Semifinal 2 | 25 de fevereiro de 2018 | 593 800     | 6,1%      | 13,4%     | [ 19 ] |
| Final       | 4 de março de 2018      | 912 000     | 9,4%      | 22,1%     |        |

## CD oficial
Festival da Canção 2018 é a compilação oficial do certame, lançado juntamente pela Rádio e Televisão de Portugal e pela Universal Music Portugal a 23 de março de 2018. O álbum conta com todas as canções participantes, exceto a "Canção do Fim", de Diogo Piçarra, que desistiu do certame após acusações de plágio.
| Lista de faixas |                                         |                   |         |  |
| N.º             | Título                                  | Artista           | Duração |  |
| 1.              | "Austrália"                             | Bruno Vasconcelos | 2:55    |  |
| 2.              | "Sem medo"                              | Rui David         | 2:40    |  |
| 3.              | "Eu te amo"                             | Beatriz Pessoa    | 2:38    |  |
| 4.              | "Para te dar abrigo"                    | Anabela           | 2:59    |  |
| 5.              | "Para sorrir eu não preciso de nada"    | Catarina Miranda  | 3:01    |  |
| 6.              | "Zero a zero"                           | Joana Espadinha   | 3:00    |  |
| 7.              | "(sem título)"                          | Janeiro           | 2:51    |  |
| 8.              | "O som da guitarra é a alma de um povo" | José Cid          | 2:59    |  |
| 9.              | "Anda estragar-me os planos"            | Joana Barra Vaz   | 2:59    |  |
| 10.             | "Só por ela"                            | Peu Madureira     | 2:59    |  |
| 11.             | "Com gosto amigo"                       | Rita Dias         | 2:58    |  |
| 12.             | "Alvoroço"                              | JP Simões         | 2:55    |  |
| 13.             | "A mesma canção"                        | Maria Amaral      | 3:06    |  |
| 14.             | "Bandeira Azul"                         | Maria Inês Paris  | 3:00    |  |
| 15.             | "Arco-íris (assim cantou Zaratustra)"   | Dora Fidalgo      | 2:54    |  |
| 16.             | "All over again"                        | Sequin            | 2:59    |  |
| 17.             | "Amor veloz"                            | David Pessoa      | 3:00    |  |
| 18.             | "Sobre nós"                             | Tamin             | 2:48    |  |
| 19.             | "O jardim"                              | Cláudia Pascoal   | 2:38    |  |
| 20.             | "Patati patata"                         | Minnie e Rhayra   | 2:44    |  |
| 21.             | "Anda daí"                              | Rita Ruivo        | 2:56    |  |
| 22.             | "Mensageira"                            | Susana Travassos  | 2:59    |  |
| 23.             | "O voo das cegonhas"                    | Lili              | 2:58    |  |
| 24.             | "P'ra lá do rio"                        | Daniela Onís      | 2:46    |  |
| 25.             | "Sunset"                                | Peter Serrado     | 3:00    |  |
| Duração total:  | Duração total:                          | Duração total:    | 1:12:42 |  |